# ФК Еребро
ФК Еребро је шведски фудбалски клуб из Еребра који се такмичи у Првој лиги Шведске. Своје утакмице као домаћини играју на Берн арени, капацитета 14.500 места. Клуб је основан 28. октобра 1908. године.

## Трофеји
- Прва лига: вицешампион

1991. и 1994.
- Куп: финалиста

1988.

## Познати играчи
- Томас Нордал
- Орвар Бергмарк
- Драган Окука

## Еребро у европским такмичењима
| Сезона   | Такмичење        | Коло         | Земља                         | Екипа           | Резултат |
| -------- | ---------------- | ------------ | ----------------------------- | --------------- | -------- |
| 1991/92. | УЕФА куп         | 1. коло      | Холандија                     | Ајакс           | 0-3, 0-1 |
| 1992/93. | УЕФА куп         | 1. коло      | Белгија                       | Мехелен         | 1-2, 0-0 |
| 1995/96. | УЕФА куп         | ква.         | Луксембург                    | Авенир Беген    | 0-0, 0-3 |
| 1996.    | Интертото куп    | група        | Исланд                        | Кефлавик        | 3-1      |
|          |                  | група        | Данска                        | Копенхаген      | 2-2      |
|          |                  | група        | Словенија                     | Браник Марибор  | 4-1      |
|          |                  | група        | Аустрија                      | Аустрија Беч    | 3-2      |
|          |                  | полуфинле    | Хрватска                      | Сегеста Сисак   | 4-1, 0-4 |
| 1997/98. | УЕФА куп         | 2. коло ква. | Чешка                         | Јаблонец        | 1-1, 0-0 |
|          |                  | 1. коло      | Русија                        | Ротор Волгоград | 0-2, 1-4 |
| 1998.    | Интертото куп    | 2. коло      | Савезна Република Југославија | Војводина       | 0-2, 0-2 |
| 2011/12. | УЕФА лига Европе | 2. коло ква. | Босна и Херцеговина           | Сарајево        | 0-0      |